# Ermessende Pelet
Pour les articles homonymes, voir Pelet.
Ermessende Pelet  est la dernière héritière du comté de Melgueil, et la dernière comtesse avant que le comté ne rejoigne le comté de Toulouse.
Ermessende était la fille de Bernard V Pelet, qui avait épousé Béatrice, fille de Bernard IV de Melgueil et veuve de Bérenger-Raimond de Provence. Au nom de son épouse, Bernard V a dirigé le comté de 1146 à 1170.
Ermessende a épousé en 1170 d'abord Pierre Bermond, seigneur d'Anduze, et ils ont dirigé Melgueil de 1170 à 1172 quand Pierre est mort. En 1173, elle a épousé Raymond VI de Toulouse. Ermessende est morte en 1176. Son testament, établi peu avant, a eu pour témoins le cardinal Raymond des Arènes, Aldebert, évêque de Nîmes, Bernard Aton V Trencavel, vicomte de Nîmes et Agde, et Gui Guerrejat, tuteur de Guilhem VIII de Montpellier.
Après 1176, Raymond VI a continué à diriger Melgueil jusqu'en 1190. Il est mort en 1222.

## Source de la traduction
- (en) Cet article est partiellement ou en totalité issu de l’article de Wikipédia en anglais intitulé « Ermessende of Pelet » (voir la liste des auteurs).